# Fishtank
Fishtank, conosciuto anche come fishtank.live, è un reality show interattivo creato dai comico statunitense Sam Hyde e dal suo collaboratore Jet Neptune. Simile al concetto dello show televisivo Grande Fratello, i concorrenti (chiamati anche “fish”), dovranno rimanere all'interno di una casa (chiamata anche “tank”) per un periodo di 6 settimane, senza accesso a canali di informazione dal mondo esterno come internet, televisione o radio, affrontando sfide e inconvenienti di vario tipo nella speranza di vincere il premio finale in denaro. Il programma è trasmesso sul web 24 ore su 24, con un sistema di telecamere multiple che permette agli spettatori di seguire i concorrenti in tutte le stanze della casa in qualsiasi momento del giorno e della notte. Un sistema di casse posizionate in ogni stanza permette inoltre agli spettatori di interagire con i concorrenti mandando loro dei messaggi testuali, che verranno quindi riprodotti dagli altoparlanti tramite sintesi vocale. Nel periodo tra una stagione e l'altra, una versione riassuntiva ad episodi viene rilasciata sul canale ufficiale YouTube.

## Cast

### Jason Goldstriker (Stagione 1, Stagione 3, Stagione 4)
Interpretato da Sam Hyde, Jason è lo showrunner e rappresenta lo stereotipo dell'imprenditore americano di successo, opulento, rumoroso e maleducato. Irrompe spesso nella casa per proporre nuove sfide ai concorrenti e per creare scompiglio, distruggendo la casa e causando disagio. Indossa un abito blu e raccoglie i suoi capelli con un codino.

### Judge Jedidiah Goldstriker (Stagione 2)
Interpretato da Sam Hyde, Judge Jedidiah Goldstriker è un magnate del petrolio texano cresciuto nella "Palude". Molte delle sfide proposte da Jebediah infatti richiamano le varie attività che egli svolgeva da giovane in quel contesto. Indossa abiti da cowboy di colore giallo acceso, con un cappello e delle scarpe rosse.

### Jeremy Gold (Stagione 3)
Interpretato da Sam Hyde, Jeremy Gold è lo stereotipo del conduttore di programmi tv spazzatura, vestito in modo sgargiante e con modi di fare spesso esagerati per le telecamere. 

### Jet / Sharks / Staff
Jet è il produttore del programma, e gestisce principalmente il lato tecnico. Gli sharks sono invece dei misteriosi personaggi mascherati che hanno il compito di tormentare i concorrenti tramite azioni, a volte di loro ideazione, a volte richieste da spettatori paganti tramite fishtoys (delle azioni acquistabili per dare fastidio, o per aiutare un concorrente, ad esempio rimuovere il suo materasso oppure regalare loro una merendina). Vivono nel seminterrato della casa. Talvolta altri membri dello staff di produzione entrano nella casa per effettuare riprese, o per interagire con i concorrenti.

## Edizioni
| Edizione | Periodo                            | Giorni | Montepremi                           | Concorrenti | Vincitore |
| 1ª       | 18 aprile 2023 - 29 maggio 2023    | 42     | 35.000 $                             | 8           | Josie     |
| 2ª       | 18 dicembre 2023 - 28 gennaio 2024 | 42     | 50.000 $                             | 10          | TJ        |
| 3ª       | 27 ottobre 2024 - 7 dicembre 2024  | 42     | 0 $                                  | 12          | Burt      |
| 4ª       | 13 giugno 2025 - 30 giugno 2025    | 18*    | 8000 $ (ad ogni concorrente rimasto) | 9           | -         |

* La stagione è stata interrotta prematuramente a causa di lamentele da parte del vicinato.